# Лан (знак)

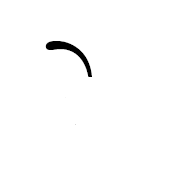

Лан ( ਲਾਂ ) — пенджабский надстрочный диакритический знак (лага матра) для внестрочного написания буквы ਏ (ири лан), обозначающей гласный звук «Э» (неогубленный гласный переднего ряда средне-нижнего подъёма), по форме и значению совпадает с аналогичными знаками в деванагари, тибетской и бирманской письменности. Двойной лан (дулаван) - огласовка дифтонга «ЭИ».

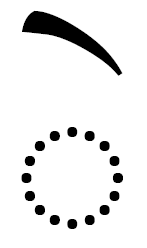
Тибетский дренбу
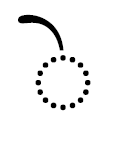
Пенджабский лан
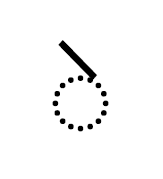
Бирманский наупьин
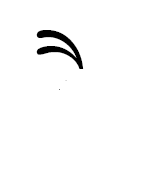
Дулаван